# SIG SAUER P220に関連する作品の一覧
SIG SAUER P220に関連する作品の一覧は、スイスのSIG社および当時傘下ドイツのザウエル&ゾーン社が共同開発した自動拳銃SIG SAUER P220に関連する作品の一覧である。

## 映画・テレビドラマ
『RED/レッド』
CIAエージェントのウィリアム・クーパーがP220 SPORTを使用。
『SP 革命篇』
衆議院棟を制圧したテロリストが所持。
『エメラルドシティ』
主人公のドロシー・ゲイルが使用。彼女がオズの世界に飛ばされた際に乗っていたパトカーに積まれていた物。作中では魔法でしか殺せないとされる魔女を殺害出来き、火薬を使用した武器が存在しない為、銃火器を知らないオズの世界の住民からは「魔女を殺せる強力な魔法」と認識されている。
『戦火の勇気』
モンフリーズ軍曹が主人公のナサニエル・サーリング中佐に対して突き付ける。
『ダイ・ハード4.0』
ジョン・マクレーンがそれまで使用していたベレッタ 92に替わって45口径のレイルドフレーム仕様を使用する。ただし、マイ・リンとの格闘の際に失っている（その後、敵から奪ったベレッタPx4を使用）。
『ダイ・ハード/ラスト・デイ』
ジョン・マクレーンがチェチェン人の車のトランクに積んであったものを入手する。その後、チェルノブイリ原子力発電所で敵が逃走用に用意したMi-26 ヘイローのキャビンにジョンが侵入し、発砲する。
『バイオハザードV リトリビューション』
主人公、アリス・アバーナシーが東京エリアでパトカーからP220 SPORTと予備の弾倉を調達する。その後、東京エリアと中央制御室の間の廊下でのアンデッドとの戦闘で使用。銃撃やグリップでの殴打の他、弾を撃ち尽くし、空弾倉が排出された本銃をサッカーボールよろしく蹴飛ばし、アンデッドの顔面に当てて怯ませる。その後、たどり着いた中央制御室でより強力な武器が多数置かれているのを見つけたアリスによってあっさり捨てられる。
『ヒート』
ニール・マッコーリーが45口径のものを使用。
『マイアミ・バイス』
ジェームズ・ソニー・クロケット（パイロット版のみ）、リカルド・タブスが使用（.45ACP弾仕様のレイル付き）。
『リーサル・ウェポン2/炎の約束』
駐ロサンゼルス南アフリカ総領事のアージェン・ラッドが雇った殺し屋がP225を使用。サプレッサーを装着しているところを主人公らに見つかり、もみ合いになったため発砲はしない。

## 漫画・アニメ
『LAWMAN』
入江省三が使用。
『かってに改蔵』
26巻の1話、「鳥肌のつかみは筑紫ネタ…？」に登場。
『ガングレイブ』
ブランドン・ヒートが使用。
『機動警察パトレイバー』
警視庁警備部特殊車両二課第一小隊隊長の南雲忍が本銃の名手という設定。
『ジーザス』
藤沢真吾/ジーザスが使用。
『ジオブリーダーズ』
厚生省衛生二課（ハウンド・入江省三）が使用。

## 小説
『ソードアート・オンライン』
菊岡誠二郎がオーシャンタートル内で使用。その他自衛隊員も常備していた模様。
『図書館戦争』シリーズ
図書隊防衛部や図書特殊部隊の標準装備拳銃として使用。館内警備や検閲抗争で使用されている。劇場アニメでは、元関東図書基地司令で特別顧問の稲嶺和市も、レーザーサイトを組み込んだ本銃を構えている。

『ピノキオ急襲』
第1空挺団の小関一尉がロボット兵士「ピノキオ」に対して構えるが、直後にピノキオからの銃撃を受け、未発砲に終わる。
『ライフルバード 機動隊狙撃手』
深見真の小説。機動隊の大谷と公安の伏見が1丁ずつ所持している。2丁ともテスト以外で発砲したことはなく、警視庁のデータベースにも登録していないため、伏見曰く「アシのつかない銃」。
『六機の特殊～警視庁特殊部隊～』
甲斐達哉が使用。ただし、日本でライセンス生産されたヨーロッパタイプではなく、米国で改良、発売されているものを使用。
特科中隊でもっとも広く使用され、武南も同銃を使用している。

## ゲーム
『Left 4 Dead 2』
サブウェポンのハンドガン、初めから持っている。
『CoD:MWII』
.45ACPモデルが「P890」の名称で登場。
『サイレントヒル アーケード』
主人公のエリック、ティナ共に使用。